# 松山親局送信所
松山親局送信所（まつやまおやきょくそうしんしょ）は、愛媛県松山市と伊予市にあるテレビジョン放送とFMラジオ放送の親局送信所である。愛媛県を放送対象地域とするすべてのテレビ・FM放送の親局が位置し、送信場所はアナログVHF局・NHK-FMが松山市城山、その他デジタル放送などはすべて伊予市行道山に分かれている。
なお、本項では、2016年6月30日 にサービスを終了した「マルチメディア放送」のジャパン・モバイルキャスティングの中継局についても、併せて記述する。

## 放送区域
地上デジタル放送におけるこの送信所の電波法に定める放送区域（1mV/m）は愛媛県伊予郡松前町の全域並びに松山市、伊予市、東温市、大洲市、今治市及び伊予郡砥部町の各一部、約24万世帯である。愛媛県全世帯の43%をカバーしている。
愛媛県を放送対象地域とする放送局の親局であると同時に、松山市周辺に広がる松山平野とその島嶼部をカバーする愛媛県中部（中予地方）における基幹送信所である。

## 歴史
- 1957年（昭和32年）5月29日 - NHK松山放送局総合テレビジョン開局。
- 1958年（昭和33年）12月1日 - RNB南海放送標準テレビジョン放送局開局。
- 1962年（昭和37年）6月1日 - NHK松山放送局教育テレビジョン開局。
- 1969年（昭和44年）
  - 3月1日 - NHK松山放送局FMラジオ放送開局。
  - 12月10日 - EBCテレビ愛媛開局。当時の社名は愛媛放送、略称は変更無し。
- 1992年（平成4年）10月1日 - itvあいテレビ開局。当時の社名は伊予テレビであり、あいテレビは通称。略称・通称ともに変更無し。
- 1995年（平成7年）
  - 1月25日 - eat愛媛朝日テレビ試験放送開始。
  - 3月25日 - eat愛媛朝日テレビ開局前サービス放送開始。
  - 4月1日 - eat愛媛朝日テレビ開局。
- 2006年（平成18年）
  - 6月21日 - 全局地上デジタルテレビジョン放送試験放送開始[2]。
  - 8月4日 - 全局地上デジタル放送試験放送のアナログ放送とのサイマル放送開始[3]。
  - 10月1日 - 全局地上デジタル放送本放送開始[4]。
- 2011年（平成23年）7月24日 - 全局地上アナログ放送の送出を終了。翌25日0時までに完全停波。
- 2012年（平成24年）11月20日 - ジャパン・モバイルキャスティングの中継局に予備免許交付。
- 2013年（平成25年）
  - 1月10日 - ジャパン・モバイルキャスティングの中継局が試験放送[5]実施。
  - 2月19日 - ジャパン・モバイルキャスティングの中継局に本免許が交付。
  - 2月22日 - ジャパン・モバイルキャスティングの中継局が開局。
- 2014年（平成26年）12月1日 - RNB南海放送のFM補完中継局・Fnam本放送開始[6]。
- 2016年（平成28年）6月30日 - ジャパン・モバイルキャスティング、サービス終了[1]。

## 施設

### 城山送信所

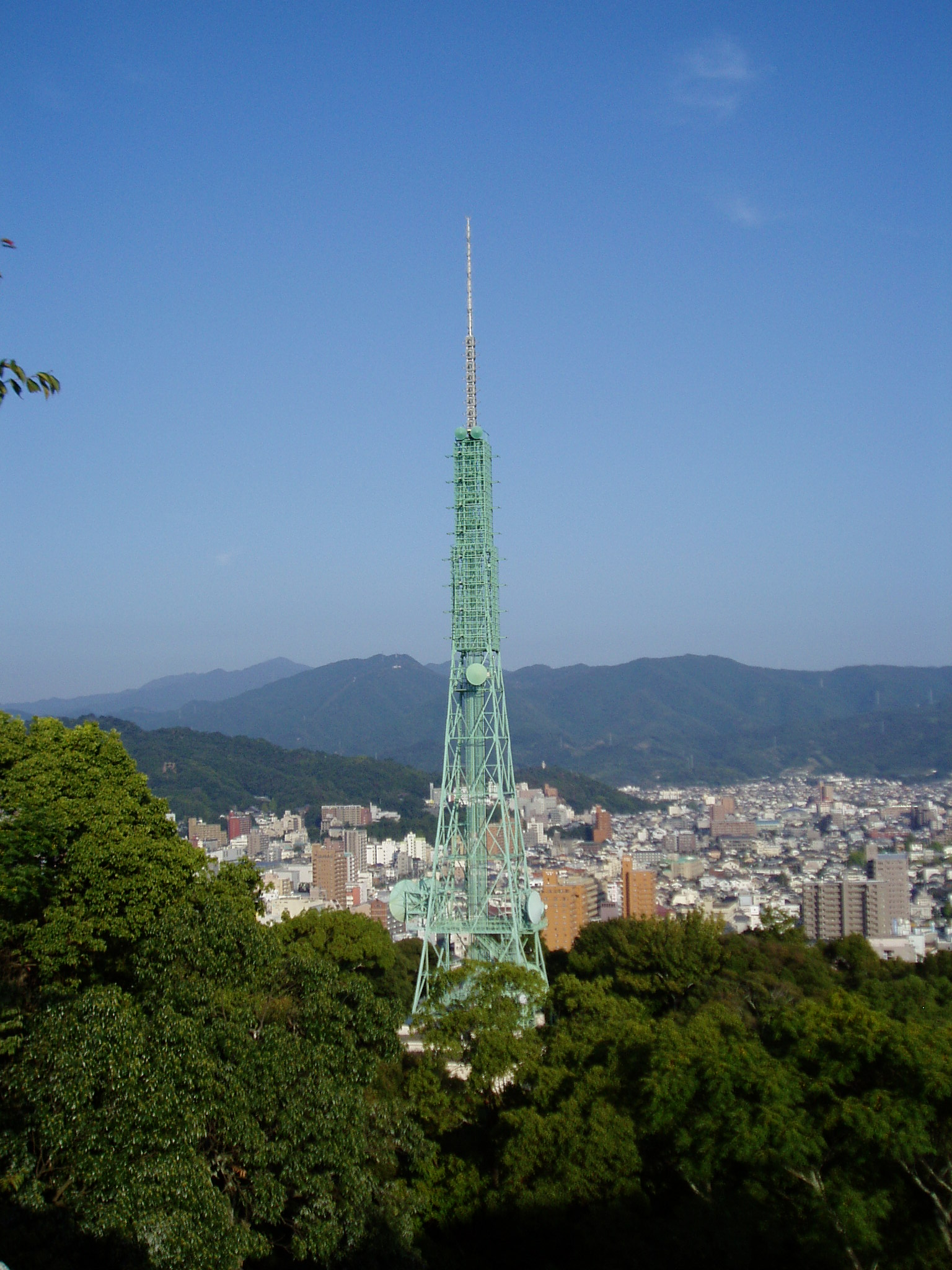
城山のテレビ塔

- 所在地：愛媛県松山市丸之内2番地1 北緯33度50分39.12秒 東経132度46分7.31秒

松山市中心部の城山から、VHF局のNHKとRNB南海放送のアナログ放送、NHK-FMが送信している。山頂の松山城天守閣付近は文化財に指定されており工事の許可が得られないため、城山東側の中腹で松山城ロープウェイ 長者ヶ平駅のそば、標高95.5mの地点に「NHK 松山TV放送局」として建設された。2社とも局舎は単独で設置しているが、鉄塔は共同で使用している。鉄塔は松山城内にあるため景観に配慮して全体が緑色に塗装されている。
アンテナの配置は上段がNHKアナログ総合テレビ（スーパーターンスタイルアンテナ6段）、中段がRNBアナログ（スーパーゲインアンテナ8段4面）、下段がNHKアナログ教育テレビとNHK-FM共用アンテナ（スーパーゲインアンテナ8段4面）。
2011年7月24日にアナログテレビジョン放送は終了し、城山の電波塔はNHK松山FMのみの送信となる。

### 行道山送信所

#### EBCアナデジ・FM愛媛
- 所在地：愛媛県伊予市宮下字東谷末2262番地2 北緯33度45分42.98秒 東経132度45分33.74秒

EBCテレビ愛媛のアナログ・デジタル放送とエフエム愛媛が送信している。局舎・鉄塔は共同で使用し、アンテナは各社別に設置している。アンテナの配置は上段がEBCアナログ（6L双ループアンテナ3段4面）、下段がエフエム愛媛（2L双ループアンテナ2段4面）とスキュー配列のEBCデジタル（4L双ループアンテナ4段4面）である。

#### itvアナデジ・eatアナデジ
- 所在地：愛媛県伊予市宮下字ニノウネ2240番地1 北緯33度45分48.4秒 東経132度45分37.8秒

itvあいテレビとeat愛媛朝日テレビがアナログ放送とデジタル放送を送信している。局舎・鉄塔は共同で使用し、アンテナは各社別に設置している。アンテナの配置は上段がitvアナログ（6L双ループアンテナ3段4面）、中段がeatアナログ（6L双ループアンテナ3段4面）、下段がitv・eat共用の胴巻き状デジタルアンテナ（4L双ループアンテナ2列4段9面）である。
2社はもともとアナログ放送では局舎と鉄塔は共同で使用していたものの、アンテナは単独で使用していたが、デジタル化にあたり、既存アナログアンテナの下に2社共同で共用の胴巻き状デジタルアンテナを追加した。

#### NHKデジタル・RNBデジタル
- 所在地：愛媛県伊予市上野2880番地27 北緯33度45分40.64秒 東経132度45分23.92秒

NHK松山放送局とRNB南海放送がデジタルテレビを送信している。局舎はNHKとRNBは単独で使用しており、NHK局舎の屋上に2社共用の鉄塔が建てられている。アンテナはNHK総合・教育とRNB共用の4L双ループアンテナ4段4面である。また同じ敷地内にはRNBの無線中継所や既存のNHK行道山無線中継所（FPU基地局）の鉄塔も存在している。
この2社はアナログ放送ではVHF波を使用して城山送信所から送信していたため、デジタル化にあたりNHKの行道山無線中継所（FPU基地局）が置かれていた現在地にデジタルテレビ専用の送信施設を建設した。そのためもともとアナログ放送時代から行道山に送信所を設置していた既存UHF局である上記他社とは離れた場所に位置している。
アナログ放送が停波する2011年7月24日以降、城山送信所に残るのはNHK-FMの送信施設のみになる。

## 地上デジタルテレビジョン放送送信設備
| ID                                                                | 放送局名           | コールサイン | 物理 チャンネル | 空中線 電力 | ERP   | 放送 対象地域 | 放送区域 内世帯数 |
| ----------------------------------------------------------------- | ------------------ | ------------ | --------------- | ----------- | ----- | ------------- | ----------------- |
| 1                                                                 | NHK 松山総合       | JOZK-DTV     | 16ch            | 1kW         | 8.1kW | 愛媛県        | 約24万世帯        |
| 2                                                                 | NHK 松山教育       | JOZB-DTV     | 13ch            | 1kW         | 7.9kW | 全国放送      | 約24万世帯        |
| 4                                                                 | RNB 南海放送       | JOAF-DTV     | 20ch            | 1kW         | 8.3kW | 愛媛県        | 約24万世帯        |
| 5                                                                 | eat 愛媛朝日テレビ | JOEY-DTV     | 17ch            | 1kW         | 8.7kW | 愛媛県        | 約24万世帯        |
| 6                                                                 | itv あいテレビ     | JOEH-DTV     | 21ch            | 1kW         | 8.7kW | 愛媛県        | 約24万世帯        |
| 8                                                                 | EBC テレビ愛媛     | JOEI-DTV     | 27ch            | 1kW         | 8.5kW | 愛媛県        | 約24万世帯        |
| ※全局局名は松山本局 ※全局設置場所は行道山送信所 ※全局に指向性あり |                    |              |                 |             |       |               |                   |

## 地上アナログテレビジョン放送送信設備
2011年7月24日24時の停波を以って全局廃局となった。
| ch | 放送局名           | コールサイン | 空中線電力          | ERP                | 放送 対象地域 | 放送区域 内世帯数 | 設置場所 |
| --- | ------------------ | ------------ | ------------------- | ------------------ | ------------- | ----------------- | -------- |
| 2 | NHK 松山教育       | JOZB-TV      | 映像5kW/ 音声1.25kW | 映像32kW/音声8.1kW | 全国放送      | 約16万世帯        | 城山     |
| 6- | NHK 松山総合       | JOZK-TV      | 映像5kW/ 音声1.25kW | 映像31kW/音声8kW   | 愛媛県        | 約16万世帯        | 城山     |
| 10- | RNB 南海放送       | JOAF-TV      | 映像5kW/ 音声1.25kW | 映像27kW/音声6.9kW | 愛媛県        | 約16万世帯        | 城山     |
| 25+ | eat 愛媛朝日テレビ | JOEY-TV      | 映像10kW/ 音声2.5kW | 映像100kW/音声25kW | 愛媛県        | 約-世帯           | 行道山   |
| 29- | ITV あいテレビ     | JOEH-TV      | 映像10kW/ 音声2.5kW | 映像100kW/音声25kW | 愛媛県        | 約-世帯           | 行道山   |
| 37- | EBC テレビ愛媛     | JOEI-TV      | 映像10kW/ 音声2.5kW | 映像100kW/音声26kW | 愛媛県        | 約-世帯           | 行道山   |
| ※全局局名は松山本局 ※25chは指向性あり、その他は全局無指向性 ※6ch、10ch、29ch、37chはオフセット-10kHz局※25chはオフセット+10kHz局 |                    |              |                     |                    |               |                   |          |

## FMラジオ放送送信設備
| 周波数 （MHz）                                                               | 放送局名         | コールサイン | 空中線電力 | ERP    | 放送 対象地域 | 放送区域 内世帯数 | 設置場所 |
| ---------------------------------------------------------------------------- | ---------------- | ------------ | ---------- | ------ | ------------- | ----------------- | -------- |
| 79.7                                                                         | エフエム愛媛     | JOEU-FM      | 1kW        | 2.5kW  | 愛媛県        | -                 | 行道山   |
| 87.7                                                                         | NHK 松山FM放送   | JOZK-FM      | 1kW        | 5.1kW  | 愛媛県        | 約16万世帯        | 城山     |
| 91.7                                                                         | RNB南海放送 Fnam | なし         | 1kW        | 1.35kW | 愛媛県        | 26万8353世帯      | 行道山   |
| ※局名はエフエム愛媛とNHK松山は松山本局、RNB南海放送はRNB松山FM ※全局無指向性 |                  |              |            |        |               |                   |          |

## マルチメディア放送送信設備
| 周波数 （MHz）                            | 放送局名      | 空中線 電力 | ERP  | 放送区域                  | 放送区域 内世帯数 | 開局日        | 閉局日        | 設置場所 |
| ----------------------------------------- | ------------- | ----------- | ---- | ------------------------- | ----------------- | ------------- | ------------- | -------- |
| 214.714286 （VHF11chに相当 する周波数帯） | Jモバ 松山MMH | 7.5kW       | 30kW | 愛媛県及び 広島県の各一部 | 37万0798世帯      | 2013年2月22日 | 2016年6月30日 | 行道山   |